# Барта, Карой (пловец)
Карой Барта (венг. Bartha Károly; 4 ноября 1907 — 4 февраля 1991) — венгерский пловец, призёр Олимпийских игр.
Карой Барта родился в 1907 году в Будапеште. В 1924 году, несмотря на молодость, он был включён в олимпийскую сборную, и на Олимпийских играх в Париже завоевал бронзовую медаль на дистанции 100 м на спине. В 1926 году он завоевал серебряную медаль чемпионата Европы.